# Big-Bang-Zündfolge
Mit Big-Bang-Zündfolge wird im Motorenbau eine konstruktiv festgelegte zeitliche Abfolge der Arbeitstakte bei Mehrzylinder-Hubkolbenmotoren bezeichnet. Sie wird hauptsächlich bei Renn- oder Sport-Motorrädern angewandt.

## Hintergrund
Prinzipiell wird versucht, bei mehrzylindrigen Motoren aus Gründen der Laufruhe und der gleichförmigen Kraftabgabe einen gleichmäßigen Abstand der Arbeitstakte (Zündungen) in Bezug auf die Kurbelwellenumdrehung zu erreichen. Bei einem Reihen-Vierzylindermotor-Viertaktmotor ergibt sich somit im Regelfall ein Arbeitstakt alle 180° Kurbelwellendrehung (vier Arbeitstakte bei insgesamt 720° Kurbelwellendrehung).
Da aus fahrtechnischen Gründen im motorsportlichen Einsatz (beispielsweise beim MotoGP) jedoch fallweise eine gezielt ungleichförmige Kraftabgabe gewünscht wird, um ein bestimmtes Schlupfverhalten des Hinterreifens im Grenzbereich zu erzielen, werden konstruktive Maßnahmen ergriffen, um die Abfolge der Arbeitstakte absichtlich so zu gestalten, dass im Antriebsstrang ausgeprägte Lastspitzen durch nah aufeinander folgende Arbeitstakte, gefolgt von Lastpausen, entstehen.
Der praktische Einfluss auf Fahrbarkeit und Rundenzeiten ist umstritten und wird gelegentlich angezweifelt.
Die Bezeichnung Big Bang beruht auf der lautmalerischen Beschreibung des explosionsartigen Ausströmens der Abgase. Bei Big-Bang-Motoren öffnen immer zwei Auslässe kurz hintereinander und ihr Geräusch verschmilzt akustisch zu einem „großen Knall“.
Die Variationen der Zündabstände haben – außer auf Laufruhe und Massenausgleich – wenig oder keinen Einfluss auf die Eigenschaften des Motors (Leistung, Drehmoment, Literleistung, Wirkungsgrad), sondern nur auf den Verlauf des Drehmomentes am Abtrieb, betrachtet über ein Arbeisspiel (zwei Umdrehungen).

## Vierzylindermotoren
Beispielsweise wird beim Reihenvierzylinder der aktuellen MotoGP-Maschine Yamaha YZR-M1 anstelle der üblichen Vierzylinder-Kurbelwelle mit einem Kröpfungsversatz von 0°-180°-180°-0° eine Crossplane-Kurbelwelle mit 0°-90°-270°-180° Versatz verwendet, die einen unregelmäßigen Zündabstand von 270°-180°-90°-180° zur Folge hat, was die beabsichtigte ungleichförmige Drehmomentabgabe durch kürzere (90°) und längere (270°) Intervalle zwischen den krafterzeugenden Takten zur Folge hat.
Der V-Vierzylindermotor der Ducati Desmosedici und Ducati Desmosedici RR hat einen Zylinderbankwinkel von 90° und einen Hubzapfenversatz von 70°. Dies bedingt einen Zündversatz von 200°-90°-340°-90°, während ein herkömmlicher V-4-Motor gleichmäßigere Zündabstände von 90°-270°-90°-270° hätte. Diese Abwandlung des Big-Bang-Prinzipes wird von Ducati als Twin-Pulse bezeichnet.